# Main street (Georgetown)
Pour les articles homonymes, voir Main Street (homonymie).
Main Street est une des voies principales de Georgetown, capitale du Guyana.

## Description

### Situation et accès
Main Street est une voie de Georgetown située dans le quartier de Cummingsburg. Main Street débute à l'intersection de Urquhart Street et Lamaha Street et se termine à l’intersection de Church Street,. Elle est jointe perpendiculairement par New Market Street, Bentick Street, Middle Street, Hope Street et Quamina Street.

### Dénomination
Pendant la domination britannique du Guyana, la voie est initialement nommée « Queen Victoria Promenade » par les autorités coloniales de Georgetown, en l'honneur du jubilé de diamant de la reine Victoria. Plus tard, la voie est renommée Main Street.

## Historique
La voie est tracée en 1897 et nommée initialement « Queen Victoria Promenade ». Jusqu’en 1923, s’y étend un canal dans lequel la population se baigne.

## Bâtiments notables
- L’église du Sacré-Cœur
- Le cénotaphe de Georgetown, à la jonction avec Church Street
- Le siège de la Banque du Guyana